# Cleptometopus mimolivaceus
Cleptometopus mimolivaceus är en skalbaggsart som beskrevs av Stefan von Breuning 1972. Cleptometopus mimolivaceus ingår i släktet Cleptometopus och familjen långhorningar. Inga underarter finns listade i Catalogue of Life.